# Peter Dolfen
Peter Dolfen (Hartford, 21 maggio 1880 – East Longmeadow, 31 maggio 1947) è stato un tiratore a segno statunitense.

## Palmarès

### Olimpiadi
- 2 medaglie:
  - 1 oro (Stoccolma 1912 nella pistola libera a squadre)
  - 1 argento (Stoccolma 1912 nella pistola libera individuale)